# 이병훈 (야구인)
이병훈(李炳勳, 1967년 5월 17일~2024년 7월 12일)은 KBO 리그 LG 트윈스의 외야수이자, KBS N 스포츠, SPOTV 해설위원이며, KBS 프로그램 아침마당에 패널 출연한 전력이 있는 스포츠 평론가이다.

## 이력
신장은 180 cm이고 체중은 96 kg인 그는 직계 가족 으로 부인 백영미 여사와 슬하 2남이 있으며 고려대학교를 졸업한 뒤 1990년 LG 트윈스의 1차 지명을 받아 입단하여 활동하다가 트레이드되어 해태 타이거즈, 삼성 라이온즈를 거쳤다. 1997년 시즌 개막을 앞두고 교통 사고를 당해 후유증으로 은퇴하였다. 그의 장남은 전 LG 투수 이청하이고 차남은 전 넥센 히어로즈 포수 이용하다.
1983년생의 포수에서 내외야수로 전향했던 최준석 과 얼굴이 닮았다
해설위원으로 전업하여 많은 사랑을 받았으나, 2022년에 건강 악화로 해설을 그만둔 후 생활고를 겪었다.
2024년 7월 12일 심근경색으로 사망하였다.

## 출신 학교
- 1980년: 서울대방초등학교 졸업
- 1983년: 선린중학교 졸업
- 1986년: 선린상업고등학교 졸업
- 1990년: 고려대학교 경영학과 졸업

## 현역 시절
선수 시절 포지션은 외야수였다. 대표적인 활약으로는 LG 트윈스 시절이던 1990년 10월 27일, 대구에서 열린 한국시리즈 3차전에서 팀의 선취점을 올리는 2타점 적시타를 날려 팀의 창단 첫 우승에 공헌한 바가 있다.
또한 아직까지 KBO 리그 역사상 5번밖에 나오지 않은 대타 인사이드 더 파크 홈런을 기록하기도 했다.(1992. 6. 16 해태전)

## 통산 기록
| 타율  | 경기 | 타수 | 득점 | 안타 | 홈런 | 루타 | 타점 | 도루 | 4사구 | 삼진 | 병살 | 장타율 |
| ----- | ---- | ---- | ---- | ---- | ---- | ---- | ---- | ---- | ----- | ---- | ---- | ------ |
| 0.267 | 515  | 1317 | 136  | 352  | 38   | 511  | 169  | 8    | 93    | 173  | 45   | 0.388  |

## 용감한 시민상 수상
2012년 5월 21일 새벽, 차남 이용하와 함께 서울특별시 관악구 낙성대동의 한 놀이터에 있던 도중 성추행범을 발견하고 쫓아가 격투 끝에 제압해 경찰 지구대에 넘겼다. 서울관악경찰서는 다음날 이병훈에게 '용감한 시민상'을 포상하고, 소정의 포상금을 지급했다.

## 영화
- 2004년 《슈퍼스타 감사용》... 해설위원 역(단역)
- 2011년 《글러브》.. 해설위원 역(특별출연)
- 2011년 《수상한 고객들》.. 야구 해설위원 역(특별출연)

## 가족 관계
- 배우자: 백영미(1967년~)
  - 장남: 이청하(1992년 1월 7일~)
  - 차남: 이강호(1995년 5월 3일~)
    - 며느리: 김상미
      - 손주: 이지안